# Luís Correia

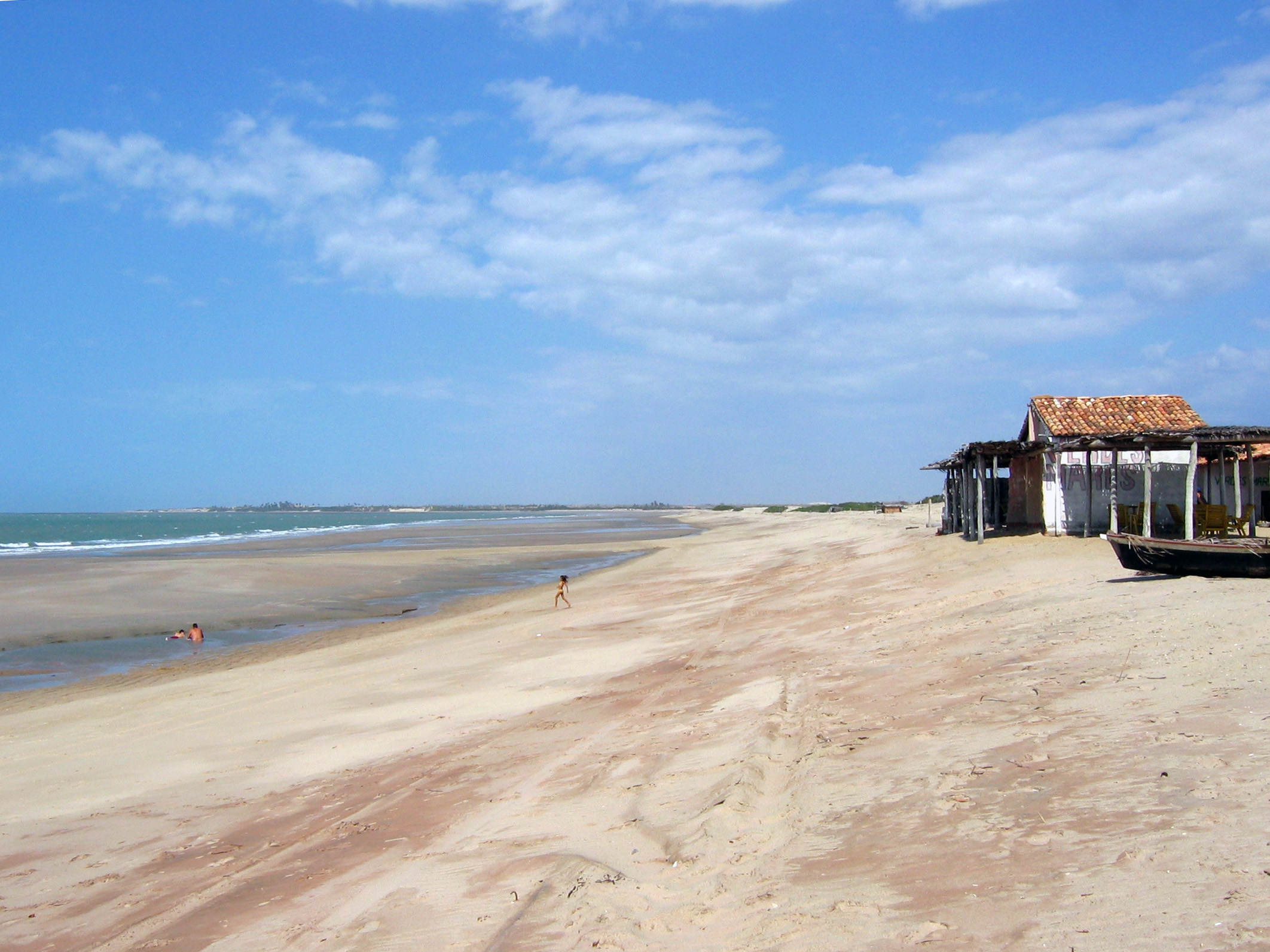
Plaja Arrombada

Luís Correia este un oraș în Piauí (PI), Brazilia.